# الزرافة المحترقة

الزرافة المحترقة هي لوحة للفنان السريالي الإسباني سلفادور دالي رسمها في عام 1937.اللوحة معروضة حالياً في متحف بازل للفنون.